# Gideon Mthembu
Gideon Buthana Mthembu (geb. 25. September 1963) ist ein ehemaliger eswatinischer Marathonläufer und Sportfunktionär.
Mthembu nahm an den Olympischen Sommerspielen 1988 in Seoul teil und erreichte den 53. Platz. Seine persönliche Bestzeit mit 2:17:08 Stunden hatte er 1987 erreicht. Er trat auch bei den Commonwealth Games 1986 in Edinburgh im 800-Meter-Lauf und im 1500-Meter-Lauf an, erreichte dort jedoch nicht das Finale.
Später war er Präsident der Athletics Association of Swaziland von 2008 bis 2012.